# Ceràmica àtica
S'anomena ceràmica àtica la producció de ceràmica de la regió de l'Àtica amb centre en l'antiga Atenes. El moment de màxima esplendor de la ceràmica àtica fou entre el segle vi aC i la primera meitat del segle v aC, moment de major domini polític i cultural d'Atenes. D'aquesta manera, hom fa referència als dos grans estils corresponents a la ceràmica de figures negres i la ceràmica de figures vermelles i es considera ceràmica protoàtica la ceràmica de l'estil geomètric.
La producció de ceràmica a l'Àtica representa la part millor de la ceràmica grega, ja sigui per la seva varietat o bé pel nivell artístic dels seus famosos ceramistes. La producció s'estén des de l'any 1.000 aC fins a finals del s. IV aC, amb una gran documentació per a cada període.
El primer es caracteritza pels vasos de grans dimensions i amb decoracions geomètriques en franges. Després, venen les ceràmiques de figures negres sobre fons vermell: l'àmfora de Neso (Museu Nacional d'Atenes) i el vas de François (Museu Arqueològic de Florència), són els exemples més notables.També en aquest període comença una gran exportació de ceràmica. Són coneguts el nom de Clities (autor del vas de François), Amàs. Exèquies i Nicòstenes.
Des de mitjans del s. VI s'inicia la ceràmica amb figures vermelles sobre fons negre, potser la producció més famosa, on destaquen Andòdides, Eufroni, Dúrides o Brigos. Més endavant, en el s. V, predomina l'estil conegut com a “grandiós”, per la influència de la pintura de Poliglot: és famosa la cràtera dels Argonautes i la de les Niòbides. També és àtica la producció de lekythoi, vasos funeraris de fons blanc amb pintures vermelles o negres d'influència fidíatica.En època hel·lenística, la meravellosa ceràmica àtica finalitza la seva història i inicia un període de notòria decadència.
La periodificació de la fabricació de la ceràmica es podria dividir en quatre etapes:
a) Període geomètric (1.000 a 700-650 aC): escola de Tera (Cíclades), l'escola àtica i l'escola beòcia.
b) Període orientalitzant (700-650 a 600 aC i següents): vasos de Rodes, vasos corintis, vasos beocis, vasos protàtics, vasos de Milos i vasos plàstics.
c) Període Jònic i Jònic-Àtic (600-530-520 aC i següents): l'escola coríntia, l'escola lacònica, l'escola jònica i l'escola àtica.
d) Arcaisme tardà (530 o 520-450 aC): l'estil sever i l'estil grandiós.

## Context històric

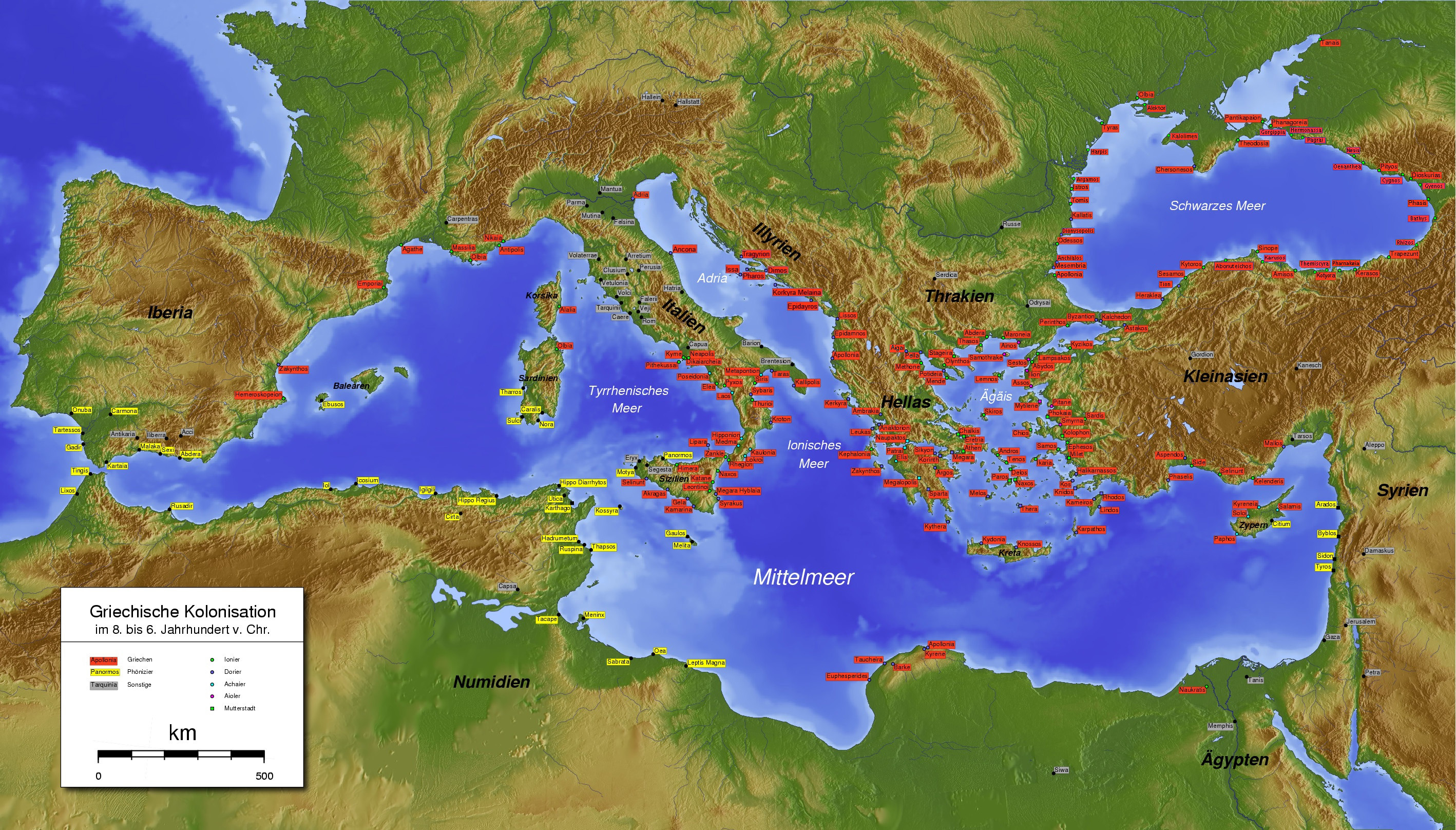
Des del el comerç de la Mediterrània està bàsicament dominat per grecs, púnics i etruscs. En groc les colònies púniques i en vermell les greges

L'art prehel·lènic se sol dividir en dos períodes: el minoic i el micènic. L'etapa minoica té lloc en l'illa de Creta, situant-se cronològicament entre el 1.800 i el 1.450 aC, mentre que el període micènic es desenvolupa en la península del Peloponès i en les costes de l'Àsia Menor, entre els anys 1.400 i 1.100 aC.En ambdós moments s'usaven les estructures dintellades, apareixent la columna amb un paper denominant. Fins i tot sembla estar envoltada de cert culte religiós, com a Creta on apareix amb l'amulet de la destral doble (labris), o bé flanquejada per dos lleons a Micenes.
Les peces ceràmiques que trobem en la cultura minoica, són figures realitzades en ceràmica vidriada o llosa i reben el nom de les deesses de les serpents, tot i que hom pensa que es tractaria de sacerdotesses. Porten el pit al descobert i les serps s'enrosquen en els seus braços. També destaquen els caps de brau realitzades en esteatita negra amb els ulls de vidre de roca incrustats. Els relleus dels tres vasos procedents de Hàgia Triada, són el millor exemple de la qualitat dels artistes minoics. En el vas dels segadors podem contemplar un grup de camperols que tornen del treball amb les seves eines, apareixent en diversos nivells de profunditat, intentant donar la sensació de perspectiva. Els vasos de Vafia, realitzats sobre or, també tenen relleus. Representen escenes campestres. Així mateix han aparegut extraordinaris relleus ceràmics amb cabres i vaques amamantant les seves cries. Els recipients ceràmics estan decorats amb temàtiques vegetals i animals, essent característics els estils de Kamàres i de Palau
Són escasses les restes arqueològiques que han quedat de la cultura micènica, denominada d'aquesta manera per Schliemann en treballar les excavacions del Cercle A de tombes de Micenes. Potser que siguin els enterraments els monuments més característics d'aquesta civilització, on s'han trobat escassíssims exemples de la seva ceràmica. Les diferents invasions d'eòlics, jònics i dòrics, acabaran amb l'art prehel·lènic, assentant-se les bases per al desenvolupament d'un nou estil que es divideix en tres grans etapes: arcaica, fins al segle V aC; clàssica que correspon als ss. V i IV aC; i hel·lenística, que avarca des de l'etapa d'Alexandre fins a la colonització romana. La ceràmica grega va assolir un important desenvolupament, essent interessant per a conèixer com seria la gran pintura i la vida quotidiana. Al llarg del s. VI aC els ceramistes atenesos imposarien el seu estil, caracteritzat per les figures negres sobre fons vermell. El cos de vas serveix per a representar tota classe de temes, imposant-se l'aspecte narratiu sobre l'aspecte decoratiu.
A finals del s. VI aC, es produeix un significatiu canvi en el cromatisme de les peces ja que les figures tindran el color vermell del fang i el fons es pintarà de color negre. Malgrat tot, no es produirà cap canvi en la disposició de les temàtiques en les peces.
Els lékythos, tenen un caràcter exclusivament funerari ja que serveixen per a guardar les cendres dels difunts. En ser allargat, deforma menys la figura i inclou policromia en colors blaus, grocs, ocres o morats.
El pas de la Grècia clàssica al món hel·lenístic no es caracteritza per haver-se produït una transformació revolucionària en la capacitat productiva en el terreny de les manufactures.Només cal esmentar, dins de l'especificat dels modes de producció integrats en el sistema dominant, el mateix que l'explotació agrària, ja que el desenvolupament de les corts va provocar un augment de la demanda dels objectes de luxe, la qual cosa va afavorir l'auge d'alguns tallers, generalment vinculats a les corts reials.Així en la producció ceràmica es va generalitzar l'elaboració de vasos amb relleus, a imitació dels metàl·lics, fet que servia per a difondre entre les classes propietàries dins de les ciutats els gustos refinats de la cort. Les terracotes i els vidres es troben dins del mateix terreny productiu.
La invasió de la Grècia continental per part dels pobles de la mar comportà l'esfondrament de la civilització micènica. Els habitants del territori sobreviuen en unes lamentables condicions durant l'edat fosca grega, però tres territoris destaquen per haver mantingut part de la tradició cultural: Xipre, Creta i Atenes. Atenes no fou saquejada per les invasions dòriques del segle xiii aC; malgrat això, patí un declivi econòmic durant dos segles. Ja al segle VI aC, Grècia dominava bona part del comerç de la Mediterrània mitjançant les seves colònies. Al segle iv aC, aquest domini és comandat militarment per Atenes, al capdavant de l'anomenada lliga de Delos.
La ceràmica en les antigues civilitzacions tenia un valor cabdal en ser un element imprescindible per a diferents negocis. Els tallers àtics de ceràmica eren indústries que generaven riquesa i prosperitat. Tot i el caràcter industrial de les diferents tipologies ceràmiques, el recobriment pictòric podia ser de caràcter exclusiu. És per això que a la via Sagrada que conduïa a l'Acròpoli, on s'enaltia els millors pintors i escultors, també es col·locà un acroteri d'Eufroni al costat d'una estàtua de Miró. La diversitat de pintures en la ceràmica ha servit als historiadors per establir els processos paral·lels que els artistes fan en la pintura i en l'escultura, branques de l'art en què han sobreviscut menys obres. En aquest sentit, cal recordar que fou la pintura l'art més prestigiat en la Grècia clàssica, però l'art del qual menys vestigis resten. És per això que la ceràmica acostuma a mostrar amb un cert retard les innovacions o avenços de la pintura.
Una indústria tan massiva disposa de jaciments destacables. En el cas d'Atenes destaquen el Ceràmic i el Dipilo, dues necròpolis properes. El Ceràmic se situa al barri dels terrissaires al nord-est del l'Acròpoli d'Atenes, i el Dipilo és un cementiri a fora de la muralla de la ciutat.
La ceràmica àtica tingué molt bona acollida a Itàlia, es considera que el sud peninsular rebé una immigració de terrissaires atenencs a la segona meitat del segle v aC. Aquesta influència queda palesa en poblacions com Lucània, Apúlia i l'estil anomenat ceràmica campaniana. Així començà el fort davallament de l'economia atenenca, ja no s'exportava ceràmica, orfebreria o fins i tot material de construcció com maons i teules a antigues regions tributàries. La producció local satisfeia les pròpies necessitats i augmentava la independència respecte a Atenes.

## Estils / Períodes
L'estil protogeomètric és un estil oriental, del nord de Síria, que arribà a Atenes per l'art micènic. Al Ceràmic, s'han trobat vasos que daten del 1075 aC. La ceràmica del Dipilo mostra com la tradició micènica s'adapta i millora les solucions formals anteriors. D'aquesta manera, les àmfores per a transportar oli o vi esdevenen més allargassades, aprimant-les, i l'obertura és més estreta per a facilitar-ne el tancament.

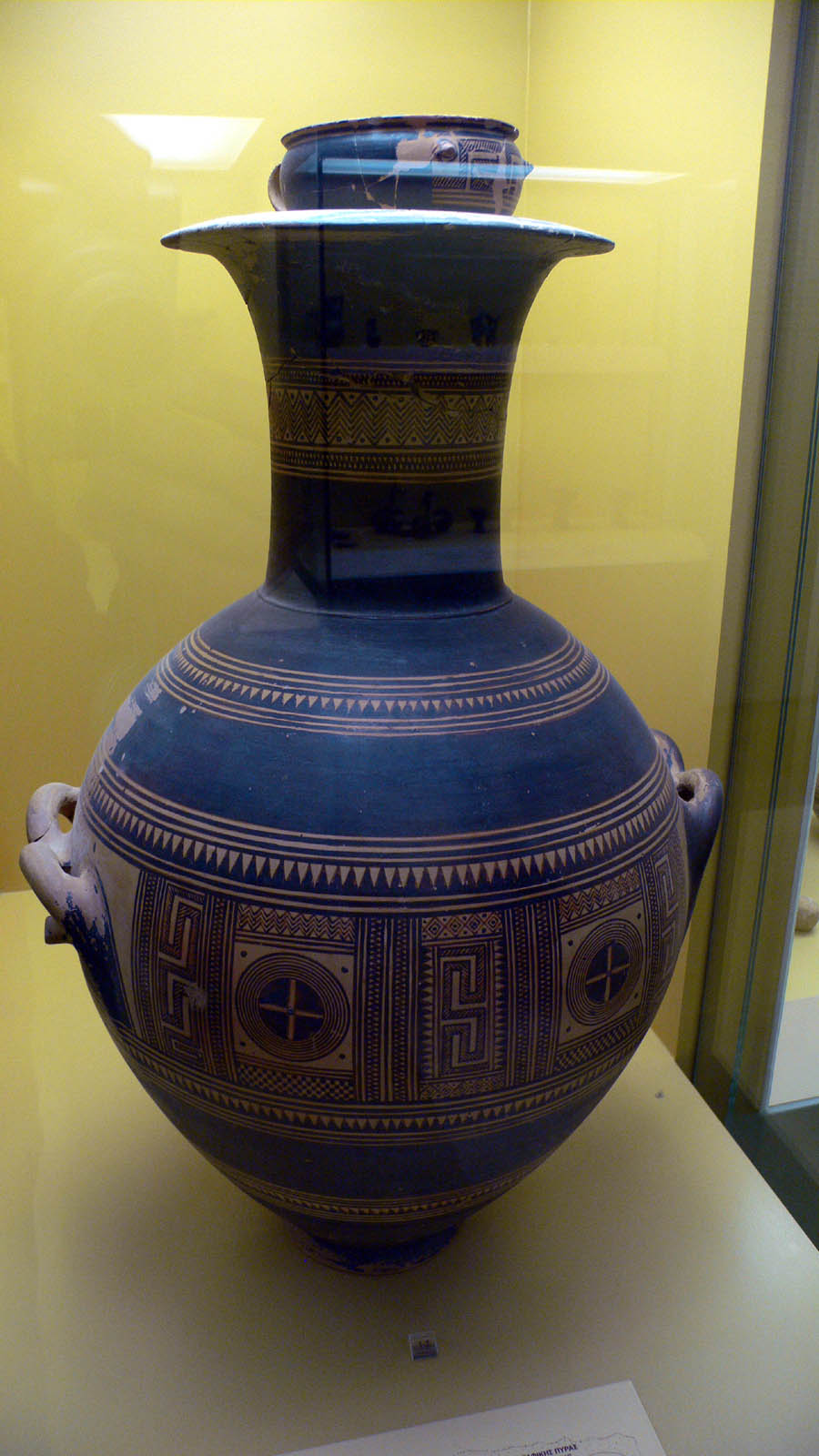
Àmfora funerària amb restes d'una dona embarassada, 850 aC, terracota, conservat al Museu de l'Àgora d'Atenes

L'estil geomètric (900 aC - 700 aC) en l'anomenada fase del Dipilo, en referència a la necròpolis, ja es pot considerar un estil àtic. S'elaboren craters i àmfores de l'alçada d'una persona i es pinten de color negre amb faixes decoratives de color negre sobre fons clar. Acostumen a emprar-se com a monuments funeraris damunt de les tombes. És un estil sobri en què s'elaboren composicions només de línies, rombes, meandres, reticulats, triangles, cercles, etc. Els elements visuals s'empren per a ordenar els espais volumètrics de la ceràmica. Malgrat la simplicitat formal, no s'ha de desprestigiar aquest estil perquè suposa una alt referent per a l'art grec, ja en aquesta ceràmica s'observa una subordinació formal de les parts al conjunt (taxi) i, d'altra banda, l'ordre racional comporta i esdevé bellesa (cosmos).
En el geomètric mitjà junt amb les línies comencen a aparèixer animals i, durant el segle viii aC, figures humanes geomètriques, esquemàtiques i estilitzades damunt un fons clar o rosat de la terra cuita. Apareix la pretensió narrativa i, per altra banda, es comença a distingir l'autoria dels diferents artesans, com el mestre del Dipilo.
S'exporta ceràmica d'Etrúria fins a Síria, coincidint amb el moment en què la ceràmica àtica comença a singularitzar-se. En aquest sentit, destaquen els vasos protoàtics pintats en negre sobre argila clara entre el 700 aC i el 600 aC. L'exportació comporta que s'imiti la ceràmica en altres regions, adoptant estils diferents. Alhora s'importen objectes d'Orient i en la ceràmica s'introdueixen monstres i animals aliens a la tradició hel·lena.
|  |

La tradició de la ceràmica coríntia pintada entra en decadència a meitat segle vi aC; paral·lelament, la ceràmica àtica va agafant preponderància. Els terrissers àtics es van beneficiar de l'excel·lent argila rica en ferro d'Atenes, milloraren la forma dels vasos i donaren un perfil continu a les àmfores ja des del segle vii aC.
A partir del 600 aC, emergeix el gran estil de figures negres sobre fons vermell. Època de la qual ja es coneixen els noms dels artistes més destacats, com Nicòstenes o Exèquies, ambdós grans virtuosos del traç. La temàtica està dominada per la mitologia èpica, però augmenta la representació d'atletes, banquets, escenes galants, casoris, enterraments i escenes de la vida quotidiana.
|  |

Del segle vi aC fins al segle v aC es realitza la ceràmica de fons blanc que sorgeix paral·lelament a Atenes i Etrúria.
Finalment, s'esdevé l'estil de figures vermelles, quan es considera que els terrissaires assoleixen la màxima essencialitat expressiva de les línies de contorn i que mai més s'assolirà pels pintors de cap altra civilització. A Epictet, se li atribueix la capacitat d'adaptar el dibuix a les formes curvilínies de la ceràmica i especialment al l'espai circular del fons. Eutímides, competint amb els millors pintors del moment i en el camp de la ceràmica, inventa l'escorç. Es considera que aquest estil es desenvolupa durant tres etapes.
La primera etapa va del 530 aC fins a les guerres mèdiques. A la dècada dels anys trenta del segle VI aC, es descobreix una nova tècnica que permet el canvi de la figura negra a la vermella. Abans de consolidar-se el nou estil, es passa per un moment de transició quan s'elabora l'anomenada ceràmica bilingüe. Un dels pioners i més ben considerats terrissaires i pintors de la nova tècnica és Eufroni.
|  |

Una segona etapa comprèn les guerres mèdiques fins a finals del segle V aC. Es considera que els diferents pintors de terrissa queden sota la influència del pintor Polignot. D'aquesta manera, el pintor de terrissa Polignot, potser el més destacat, n'adopta també el nom perquè pinta a la manera d'aquell.
La darrera fase de la ceràmica de figures vermelles va des de finals del segle v aC fins a finals del segle iv aC, quan a Atenes l'estil entrà en decadència i fou substituint per la ceràmica del vessant occidental. En altres indrets de Grècia com a Creta, l'estil de la ceràmica de les figures vermelles pervisqué fins al segle iii aC.